# 慕拉士大馬路

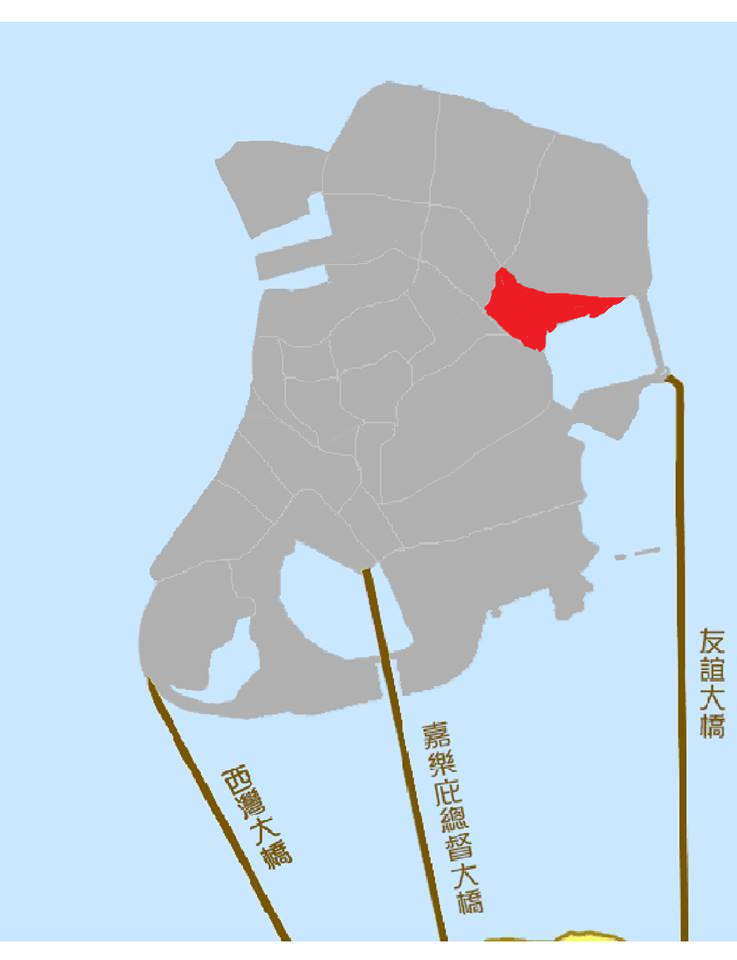
澳門半島上的慕拉士

22°11′34.95″N 113°32′09.34″E / 22.1930417°N 113.5359278°E
慕拉士大馬路（葡萄牙語：Avenida de Venceslau de Morais）是澳門北區的重要道路之一，起自黑沙環馬路，終至漁翁街，呈西北-東南走向。

## 簡介
這條路旁邊都散佈著住宅區的建築，並且夾雜了一些工業區的大廈建築，澳門發電廠亦坐落於其與漁翁街交界旁，但已拆卸。
慕拉士是葡萄牙人，1888年到澳門，曾任港務局助理，在修院和利宵中學敎過書；後來任葡萄牙駐神戶和大阪領事，1913年辭職，住在日本四國的德島，直至1929年去世。他發表了不少關於遠東，日本和中國的著作。

## 建築
- 望廈社屋